# Waldbrunn (Westerwald)
Waldbrunn (Westerwald) – gmina w Niemczech, w kraju związkowym Hesja, w rejencji Gießen, w powiecie Limburg-Weilburg.

## Współpraca
Miejscowość partnerska:
- Oststeinbek, Szlezwik-Holsztyn (kontakty utrzymuje dzielnica Ellar)